# Эксцесс (сферическая тригонометрия)

Сферический треугольник

Эксцесс сферического треугольника, или сферический избыток, — величина в сферической тригонометрии, показывающая, насколько сумма углов сферического треугольника превышает развёрнутый угол.

## Определение
Обозначим A, B, C радианные меры углов сферического треугольника. Тогда эксцесс
{\displaystyle \varepsilon =A+B+C-\pi }

## Свойства и вычисление
- Поскольку в любом сферическом треугольнике, в отличие от треугольника на плоскости, сумма углов всегда больше π, то эксцесс всегда положителен. Сверху он ограничен числом 2π, то есть всегда меньше этого числа[1]:15.
- Для вычисления эксцесса сферического треугольника со сторонами a, b, c используется формула Люилье[1]:94:

{\displaystyle \operatorname {tg} {\frac {\varepsilon }{4}}={\sqrt {\operatorname {tg} {\frac {p}{2}}\operatorname {tg} {\frac {p-a}{2}}\operatorname {tg} {\frac {p-b}{2}}\operatorname {tg} {\frac {p-c}{2}}}},p={\frac {a+b+c}{2}}}
- Для вычисления эксцесса сферического треугольника по сторонам a, b и углу C между ними используется формула[1]:95:

{\displaystyle \operatorname {ctg} {\frac {\varepsilon }{2}}={\frac {\operatorname {ctg} {\frac {a}{2}}\operatorname {ctg} {\frac {b}{2}}+\cos C}{\sin C}}}

## Применение
- Эксцесс сферического треугольника применяется при вычислении его площади, поскольку {\displaystyle S=R^{2}\varepsilon } (здесь {\displaystyle R} — радиус сферы, на которой расположен сферический треугольник, а эксцесс выражен в радианах)[1]:99.
- Телесный угол трёхгранного угла выражается по теореме Люилье через его плоские углы {\displaystyle \theta _{a},\theta _{b},\theta _{c}} при вершине, как:

{\displaystyle \Omega =4\,\operatorname {arctg} {\sqrt {\operatorname {tg} \left({\frac {\theta _{s}}{2}}\right)\operatorname {tg} \left({\frac {\theta _{s}-\theta _{a}}{2}}\right)\operatorname {tg} \left({\frac {\theta _{s}-\theta _{b}}{2}}\right)\operatorname {tg} \left({\frac {\theta _{s}-\theta _{c}}{2}}\right)}}}, где {\displaystyle \theta _{s}={\frac {\theta _{a}+\theta _{b}+\theta _{c}}{2}}} — полупериметр.
Через двугранные углы {\displaystyle \alpha ,\beta ,\gamma } телесный угол выражается, как:
{\displaystyle \Omega =\alpha +\beta +\gamma -\pi }